# Leptomiza vicina
Leptomiza vicina là một loài bướm đêm trong họ Geometridae.